# 江水地站
江水地站位于云南省蒙自市雨过铺街道江水地村，是蒙宝铁路的一个车站。车站建于1918年，现已废弃，车站及其上下行区间均未电气化。车站距离蒙自站20公里，隶属昆明铁路局，是四等站。
江水地站现存新站房及老站房各一座，附属建筑7栋，保存较好；车站附近保留有部分铁轨，铁路路基完整。